# 高田平野
高田平野（たかだへいや）は、新潟県南西部に広がる平野。関川とその支流保倉川の下流部に広がる沖積平野である。越後の三大沖積平野の一つであり、頸城平野（くびきへいや）、上越平野（じょうえつへいや）ともよばれる。

## 地理

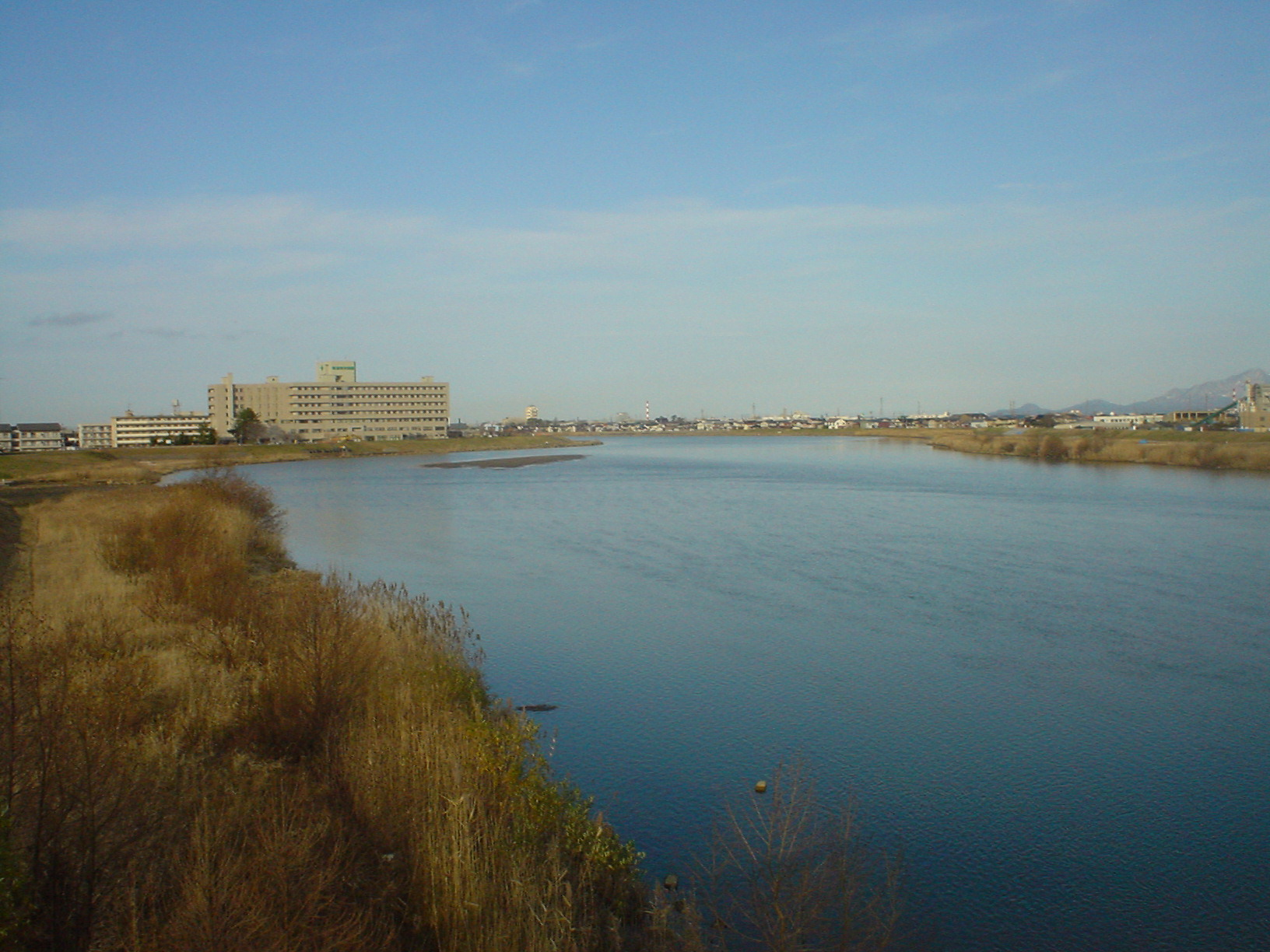
関川

南北の長さは約20km、面積は約280km2であり、三角形の形状をしている。東部と南部は米山山地や東頸城丘陵、西部は西頸城山地に囲まれている。
南部には複合扇状地が発達しており、最奥部（頂点）には妙高市新井市街地がある。中心都市は上越市であり、高田市街地や直江津市街地がある。
日本海岸の低湿地帯には頸城砂丘があり、その背後には潟湖群がみられる。高田平野は日本海側気候であり、年降水量は上越市で3000mmを超える多雪地帯である。

## 経済

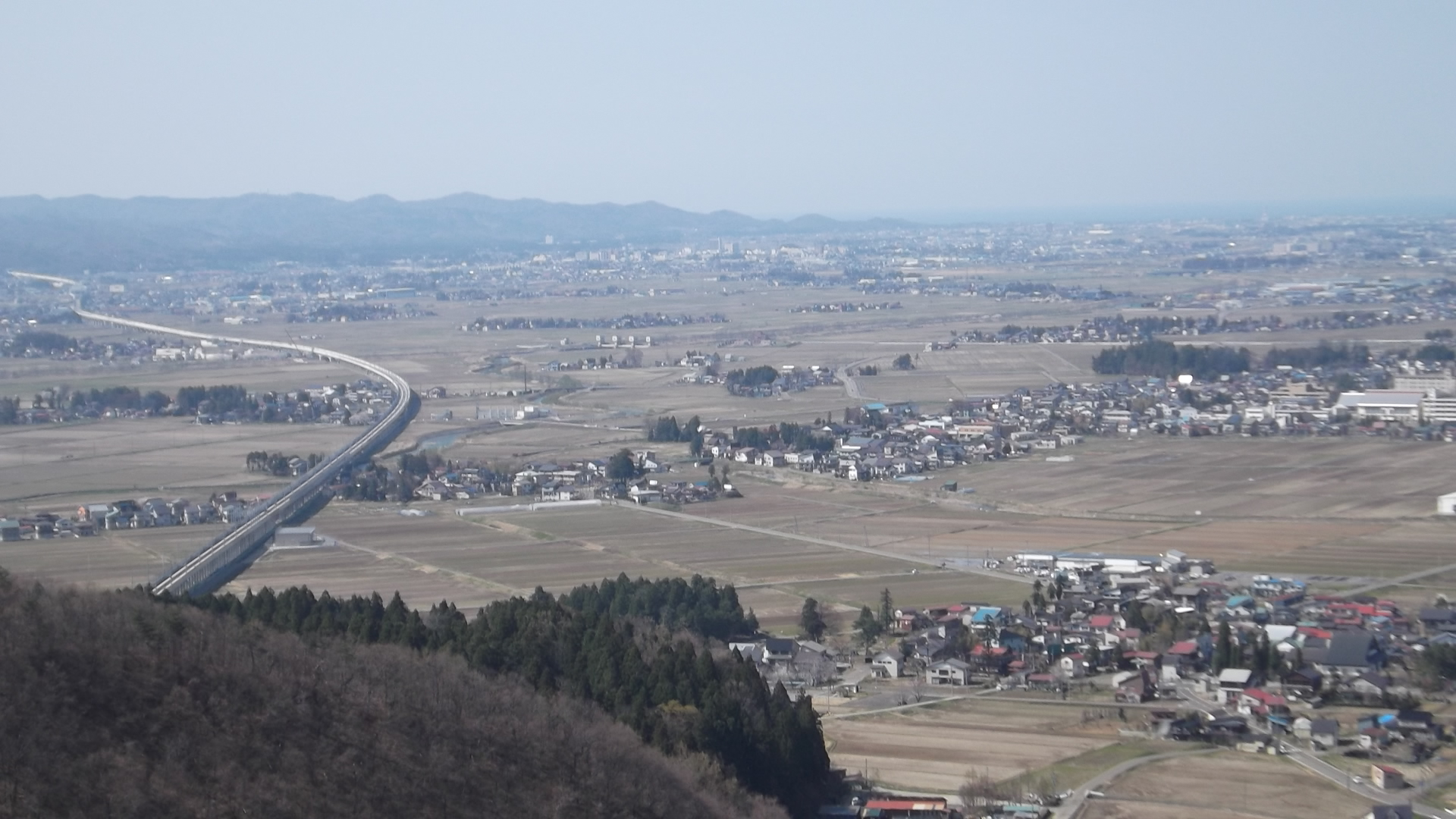
高田平野

越後国ではもっとも早くから開発が行われた平野であり、古代には越後国の国府や国分寺が置かれた頸城郡の中心地だった。里五十公野（さといじみの）、高士（こうし）周辺には条里制遺構がみられる。近世初期には関川の水を山麓扇頂面に流して用水路が築かれ、寛文年間（1661年-1673年）には頸城砂丘の背後にある潟湖群の大瀁潟湖（おおぶけせきこ）の干拓が進められた。江戸末期には大潟が、1973年には犀ヶ池が干拓されて水田となった。
上越米が生産される穀倉地帯である。頸城砂丘や周辺の台地では畑作や果樹栽培が行われている。直江津港周辺は上越臨海工業地帯となっており、関川上流の電源開発とともに電機・化学工業が発展した。北部には頚城油田がある。 